# Ozarba terribilis
Ozarba terribilis là một loài bướm đêm trong họ Noctuidae.